# 拉脱维亚铁路

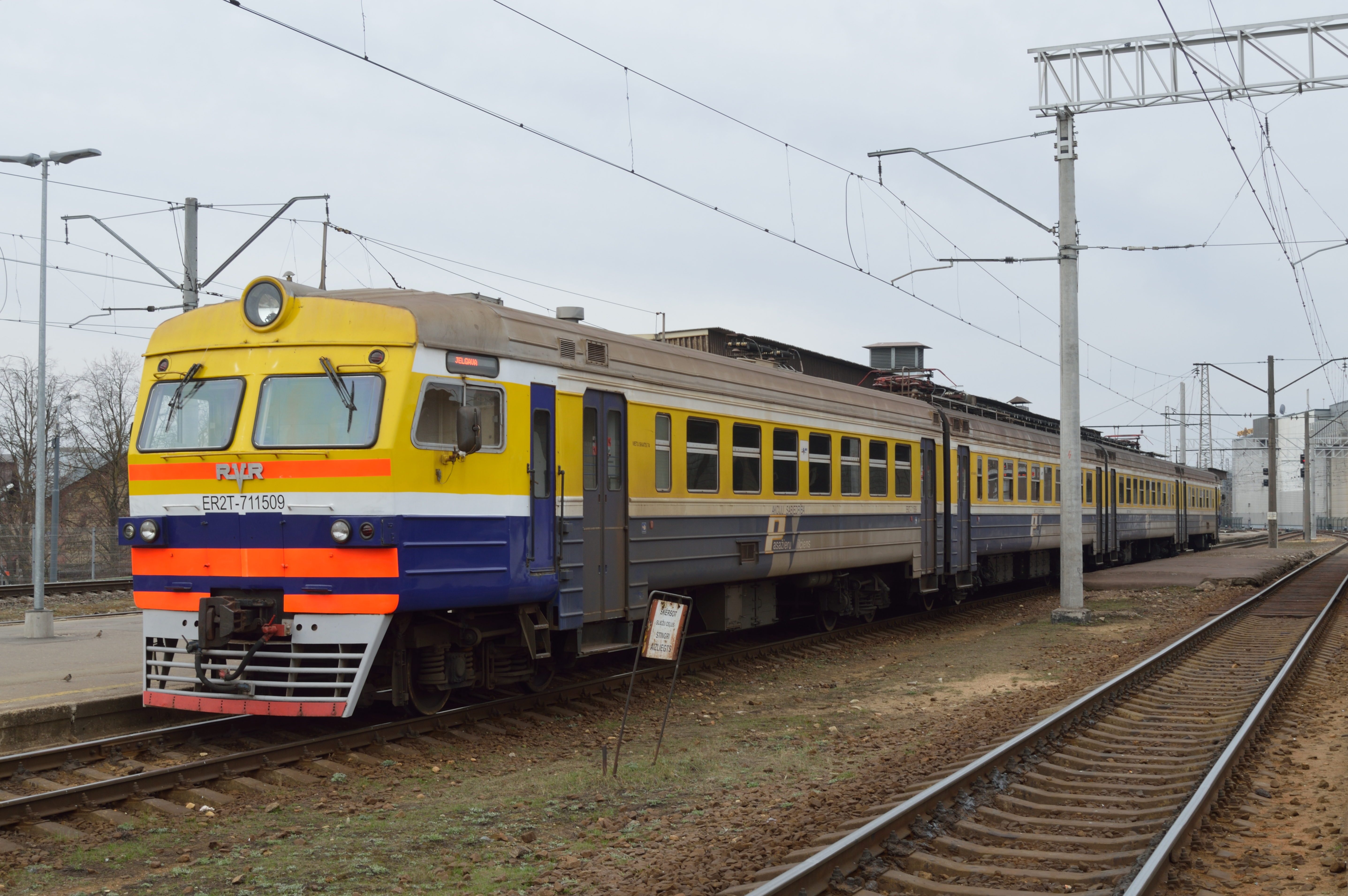
行駛於里加的列車

拉脱维亚铁路，簡稱LDz，是拉脫维亚主要的国营铁路公司，雇员超过12,400人。拉脱维亚铁路拥有超过1,933.8（1,201.6英里）的1,520毫米（4英尺11+27⁄32英寸）俄罗斯宽轨铁路，还有33.4（20.8英里）的 750毫米（2英尺5+1⁄2英寸）窄轨铁路，遍布全国。

## 子公司
拉脱维亚铁路有7 个子公司: 
- 拉脱维亚铁道客运公司 (旅客列车)
- Starptautiskie pasažieru pārvadājumi (国际列车)
- VRC Zasulauks
- LDZ apsardze (拉脱维亚铁路安全服务)
- LDz infrastruktūra (拉脱维亚铁路基础设施)
- LDz Cargo-货运
- LDz ritošā sastāva serviss (拉脱维亚铁路列车服务)